# Церковь Успения Пресвятой Богородицы с Полонища
Церковь Успения Богородицы с Полонища — приходской православный храм во Пскове. Относится к Псковской епархии Русской православной церкви.

## История
Церковь Успения Пресвятой Богородицы построена в 1810 году на месте старинной церкви Успения Пресвятой Богородицы, бывшего Успенского женского монастыря на Полонище, упомянутого в Псковских грамотах с 1417 года. Церковь, очевидно деревянная, заложена в 1467 году псковским наместником и воеводой, князем Фёдором Юрьевичем Шуйским с псковскими посадниками и впоследствии перестраивалась.
В 1784 году монастырь был упразднён, а Успенская церковь была передана в состав церкви Воскресения со Стадища. В начале XIX века церковь пришла в упадок, её предполагалось упразднить и разобрать.
20 марта 1806 года псковская помещица, полковница Анна Шишкова (бабушка по материнской линии декабриста Михаила Назимова) попросила у Синода разрешения на реставрацию каменного храма Успения Пресвятой Богородицы в Полонище на собственные средства.
Строительство церкви началось в 1809 году; здание не перестраивалось, а строилось заново. При строительстве новой церкви всё её имущество было временно передано церкви Воскресения Христова с Полонища и церкви Иоакима и Анны.
В 1810 году церковь Успения была выстроена, а в 1811-м освящена.
Церковь Успения Богородицы построена на средства родителей псковского декабриста Михаила Назимова. Назимов долгое время находился в ссылке в Сибири, затем служил на Кавказе. Возвращаясь во Псков, он часто бывал в Успенской церкви, обновлял её иконостас. Каждый год 14 декабря, в «день возмущения» на Сенатской площади Санкт-Петербурга, он заказывал отпевание.
При советской власти в 1936 году храм закрыли. История его использования до 1948 года неизвестна. В 1948 году здание было приспособлено для размещения фондов Государственного архива Псковской области. В 1985 году здание было передано Управлению культуры Псковского облисполкома, в нём размещался Молодёжный политический театр.
В 1991 году церковь вернули Русской православной церкви. С этого момента началось церковное возрождение. Из церковных построек до наших дней сохранился только кирпичный дом духовенства, остальные, деревянные, утеряны.

## Описание

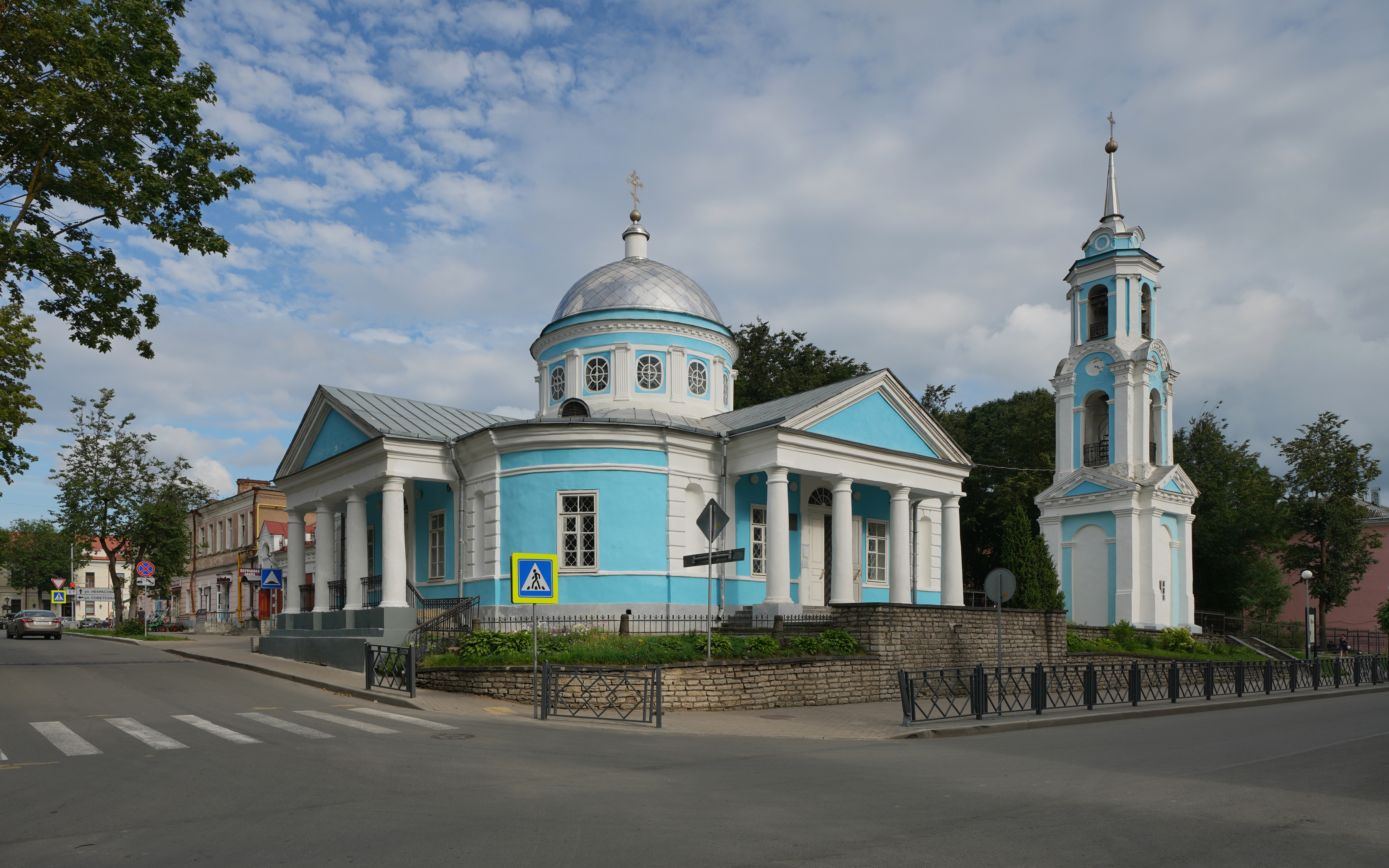
Современный вид храма

Назимовский храм — редкий памятник и единственный в Пскове образец церковного зодчества в стиле зрелого классицизма с некоторыми чертами раннего классицизма начала XIX века.
Храм находится на холме. Здание имеет квадратный план с закруглёнными углами, столбчатые колонны с четырёх сторон и полукруглые пространства в углах основного объёма.
Храм односторонний, с куполом с декоративным фонарём, установленным на большом световом барабане. В храме три престола: главный престол освящён во имя Успения Пресвятой Богородицы, левый престол во имя Ксении Петербургской и правый престол во имя Патриарха Тихона. К югу от церкви расположена двухъярусная колокольня со шпилем. Украшение колокольни совпадает с декором церкви, но более разнообразно. Весь комплекс представляет собой образец тонкой «надписи» храма Нового времени на существующих постройках старого средневекового города.

## Духовенство
- Настоятель храма с 1991 года по 2014 год архимандрит Елевферий.
- С 2014 года настоятель храма — протоиерей Андрей Вахрушев[6]